# Acció (ficció)
L'acció és un dels mètodes d'escriptura de ficció que els autors utilitzen per presentar la ficció. L'acció inclou moviments pronunciats. El terme també s'utilitza per descriure un esdeveniment o circumstància emocionant.

## Mètode d'escriptura de ficció
«L'acció és la manera que utilitzen els escriptors de ficció per mostrar el que està succeint en un moment donat de la història», afirma Evan Marshall. Jessica Page Morrell inclou l'acció com una de les sis maneres formals. Segons Jordan E. Rosenfeld, les escenes d'acció ajuden al «lector a sentir que ell està participant en els esdeveniments». Encara que l'acció és àmpliament utilitzada en la ficció, les tècniques més eficaces per a la seva presentació són un tema de debat en curs.

## Gènere

Non-Stop, pel·lícula de 2014 del català Jaume Collet-Serra

El gènere d'acció és una classe d'obres creatives que es caracteritzen per un major èmfasi en emocionants seqüències d'acció que en el desenvolupament del caràcter o de la narració d'històries. El gènere comprèn la ficció d'acció, les pel·lícules d'acció, els videojocs d'acció i els mitjans de comunicació anàlegs en altres formats, com el manga i l'anime. Hi ha molts subgèneres, incloent l'acció d'arts marcials, esports d'acció extrema, persecucions de cotxes i vehicles, l'acció de suspens i la comèdia d'acció, amb cada un centrat amb més detall en el seu propi tipus d'acció. En general, es pot afirmar el gènere de la totalitat de les obres des de l'estil creatiu d'una seqüència d'acció. Per exemple, l'estil d'una seqüència de combat indicarà si la totalitat de l'obra és una aventura d'acció, o d'arts marcials. L'acció es defineix principalment per una gran atenció a qualsevol tipus de moviment.